# Iván Pedroso
Iván Lázaro Pedroso Soler (Havana, 17 de dezembro de 1972) é um antigo atleta cubano, especialista no salto em comprimento. Foi campeão olímpico nos Jogos de Sydney em 2000.